# Liste der Landschaftsschutzgebiete in Hagen
Die Liste der Landschaftsschutzgebiete in Hagen enthält die Landschaftsschutzgebiete der kreisfreien Stadt Hagen in Nordrhein-Westfalen.
Die Landschaftsschutzgebiete (LSG) in Hagen sind – genauso wie Naturschutzgebiete, Naturdenkmäler und geschützte Landschaftsbestandteile – im Landschaftsplan (LP) der Stadt dargestellt. Er trat am 10. September 1994 in Kraft.

## Liste
| Bild           | Kennung      | Nr. im LP | Bezeichnung des Gebietes (kursiv: ergänzende Bezeichnung im LP) | Fläche (ha) | WDPA-ID   | Koordinaten | Jahr der Verordnung |
| -------------- | ------------ | --------- | --------------------------------------------------------------- | ----------- | --------- | ----------- | ------------------- |
|                | LSG-4510-043 | 1.2.2.1   | LSG Hengsteysee/Ruhr, Südufer                                   | 162,45      | 555554462 | Position    | 1994                |
|                | LSG-4510-044 | 1.2.2.2   | LSG Lennehofsweide                                              | 42,22       | 555554463 | Position    | 1994                |
|                | LSG-4510-045 | 1.2.2.3   | LSG Garenfelder Wald                                            | 30,76       | 555554464 | Position    | 1994                |
|                | LSG-4510-046 | 1.2.2.4   | LSG Auf dem Böhfelde                                            | 72,14       | 555554465 | Position    | 1994                |
|                | LSG-4511-012 | 1.2.2.12  | LSG Garenfeld                                                   | 241,09      | 555554481 | Position    | 1994                |
|                | LSG-4610-005 | 1.2.2.5   | LSG Harkortsee                                                  | 50,54       | 555554726 | Position    | 1994                |
|                | LSG-4610-006 | 1.2.2.6   | LSG Werdringen/Kaisberg                                         | 97,76       | 555554727 | Position    | 1994                |
|                | LSG-4610-007 | 1.2.2.7   | LSG Gut Hausen                                                  | 52,93       | 555554728 | Position    | 1994                |
|                | LSG-4610-008 | 1.2.2.8   | LSG Wassergewinnungsanlage der Stadtwerke Hagen                 | 56,07       | 555554729 | Position    | 1994                |
|                | LSG-4610-009 | 1.2.2.9   | LSG Hilgenland                                                  | 39,19       | 555554730 | Position    | 1994                |
|                | LSG-4610-010 | 1.2.2.10  | LSG Altenhof/Papenstück/Haus Ruhreck                            | 21,44       | 555554731 | Position    | 1994                |
|                | LSG-4610-011 | 1.2.2.11  | LSG Buschbach                                                   | 57,62       | 555554732 | Position    | 1994                |
| weitere Bilder | LSG-4610-016 | 1.2.2.16  | LSG Fleyer Wald                                                 | 119,65      | 555554733 | Position    | 1994                |
|                | LSG-4610-017 | 1.2.2.17  | LSG Ruhraue Auf der Bleiche                                     | 58,51       | 555554734 | Position    | 1994                |
|                | LSG-4610-018 | 1.2.2.18  | LSG Hülsbergbach                                                | 61,58       | 555554735 | Position    | 1994                |
| weitere Bilder | LSG-4610-019 | 1.2.2.19  | LSG Tücking, Auf der Halle und Umgebung                         | 921,52      | 555554736 | Position    | 1994                |
|                | LSG-4610-020 | 1.2.2.20  | LSG Rosengarten/nördlich Eppenhauser Straße                     | 3,08        | 555554737 | Position    | 1994                |
|                | LSG-4610-028 | 1.2.2.28  | LSG Im Lonscheid                                                | 179,21      | 555554741 | Position    | 1994                |
| weitere Bilder | LSG-4610-029 | 1.2.2.29  | LSG Kettelberg und Hof Wahl                                     | 299,47      | 555554742 | Position    | 1994                |
| weitere Bilder | LSG-4610-030 | 1.2.2.30  | LSG Selbecke                                                    | 850,05      | 555554743 | Position    | 1994                |
| weitere Bilder | LSG-4610-031 | 1.2.2.31  | LSG Rafflenbeuler Kopf                                          | 268,95      | 555554744 | Position    | 1994                |
| weitere Bilder | LSG-4610-032 | 1.2.2.32  | LSG Eilper Berg/Langenberg                                      | 754,28      | 555554745 | Position    | 1994                |
|                | LSG-4610-033 | 1.2.2.33  | LSG östlich Delstern                                            | 3,76        | 555554746 | Position    | 1994                |
| weitere Bilder | LSG-4610-037 | 1.2.2.37  | LSG Hasper Talsperre                                            | 216,16      | 555554747 | Position    | 1994                |
|                | LSG-4611-014 | 1.2.2.14  | LSG Lichtenböcken                                               | 95,20       | 555554749 | Position    | 1994                |
| weitere Bilder | LSG-4611-015 | 1.2.2.15  | LSG Berchumer Heide, Reher Heide                                | 622,70      | 555554750 | Position    | 1994                |
|                | LSG-4611-021 | 1.2.2.21  | LSG Dünningsbruch                                               | 51,01       | 555554751 | Position    | 1994                |
| weitere Bilder | LSG-4611-022 | 1.2.2.22  | LSG Herbeck                                                     | 78,40       | 555554752 | Position    | 1994                |
|                | LSG-4611-023 | 1.2.2.23  | LSG Bemberg                                                     | 145,81      | 555554753 | Position    | 1994                |
|                | LSG-4611-024 | 1.2.2.24  | LSG Emst/westlich der A 45                                      | 15,35       | 55555475  | Position    | 1994                |
| weitere Bilder | LSG-4611-025 | 1.2.2.25  | LSG Barmerfeld                                                  | 77,96       | 555554755 | Position    | 1994                |
|                | LSG-4611-026 | 1.2.2.26  | LSG Haßley                                                      | 181,71      | 555554756 | Position    | 1994                |
| weitere Bilder | LSG-4611-027 | 1.2.2.27  | LSG Steltenberg, Oege                                           | 87,21       | 555554757 | Position    | 1994                |
| weitere Bilder | LSG-4611-034 | 1.2.2.34  | LSG Egge                                                        | 539,72      | 555554758 | Position    | 1994                |
| weitere Bilder | LSG-4611-035 | 1.2.2.35  | LSG Stoppelberg                                                 | 454,87      |           | Position    | 1994                |
|                | LSG-4611-036 | 1.2.2.36  | LSG Roter Stein, Zimmerberg                                     | 142,74      | 555554760 | Position    | 1994                |
| weitere Bilder | LSG-4611-038 | 1.2.2.38  | LSG Asmecker Bachtal                                            | 569,26      | 555554761 | Position    | 1994                |
| weitere Bilder | LSG-4611-039 | 1.2.2.39  | LSG Deipenbrink                                                 | 601,77      | 555554762 | Position    | 1994                |
| weitere Bilder | LSG-4611-040 | 1.2.2.40  | LSG westlich Priorei                                            | 860,19      | 555554763 | Position    | 1994                |
| weitere Bilder | LSG-4611-041 | 1.2.2.41  | LSG Brantenberg, Stapelberg                                     | 523,21      | 555554764 | Position    | 1994                |
| weitere Bilder | LSG-4611-047 | 1.2.2.13  | LSG Lenne-Niederung                                             | 145,48      | 555554765 | Position    | 1994                |
|                | LSG-4711-042 | 1.2.2.42  | LSG Muhlerohl                                                   | 173,22      | 555555099 | Position    | 1994                |